# Schoenomyza napensis
Schoenomyza napensis är en tvåvingeart som beskrevs av Márcia Souto Couri 1996. Schoenomyza napensis ingår i släktet Schoenomyza och familjen husflugor.
Artens utbredningsområde är Ecuador. Inga underarter finns listade i Catalogue of Life.